# 阿達米夫卡 (巴爾區)
49°2′26″N 27°38′18″E / 49.04056°N 27.63833°E
阿達米夫卡（烏克蘭語：Адамівка），是烏克蘭的村落，位於該國西南部文尼察州，由日梅林卡區負責管轄，面積4.3平方公里，海拔高度307米，2001年人口199，人口密度每平方公里46.28人。